# Guillermo Pérez
Guillermo Pérez Sandoval (Uruapan, 14 ottobre 1979) è un taekwondoka messicano.

## Palmarès
Olimpiadi
- 1 medaglia:
  - 1 oro (58 kg a Pechino 2008)

Mondiali
- 1 medaglia:
  - 1 argento (58 kg a Pechino 2007)